# Sterup (Ölfeld)
Das Ölfeld Sterup liegt im Norden Schleswigs, im Kreis Schleswig-Flensburg, inmitten der Halbinsel Angeln, an der Grenze zu Dänemark. Es sollte durch die Bohr- und Fördereinrichtungen der Firma Central Anglia AS erschlossen werden. Die Lizenz wurde widerrufen, da die Firma keine ausreichende finanzielle Leistungsfähigkeit nachweisen konnte.

## Hintergrund
Alle Unternehmen der Öl- und Gasbranche mit Ambitionen einer Förderung auf dem Festland in Schleswig-Holstein brachen ihre Ölsuche ab 2015 ab, nachdem Umweltminister Robert Habeck (Grüne) den Förderzins für Öl und Gas verdoppelte und der Widerstand durch Gemeinden, Bürgerinitiativen und Verbände massiv wurde. Zum Stand 2017 gibt es keine Bergbauberechtigungen (onshore) in Schleswig-Holstein, lediglich auf der Ölbohrinsel Mittelplate im Wattenmeer vor der Dithmarscher Küste eine aktive Förderung.
Die Firma Central Anglia AS (Mittelangeln) ist eine in Oslo, Norwegen, registrierte Aksjeselskap, deren Geldgeber aus Nordrhein-Westfalen im Dezember 2015 aus dem Projekt ausstieg. Die Firma wurde im Dezember 2013 von ehemaligen Managern des Konzerns Wintershall gegründet.

## Claim „Sterup“
Die Lizenz der Firma Central Anglia umfasste im Feld „Sterup“ nach Öl und Gas zu suchen. Das Untersuchungsareal war etwa 200 km2 groß. Es erstreckte sich von der Gemeinde Dollerup Richtung Süden über Sörup bis Mohrkirch, nach Osten über Steinbergkirche nach Gelting. Eine Ecke des Planquadrates reichte in die Geltinger Bucht. Von dort wurde die Grenze südlich über Oersberg in Rabenkirchen gezogen.

## Entwicklung
Die Firma Central Anglia startete 2016 rund um Sterup ihre Suche nach Erdöl. Sie beantragte beim Bergbauamt die Genehmigung für seismologische Untersuchungen um die Lage des Ölvorkommens einzugrenzen und begann ab Winter 2015 mit den Messungen. Die Erkundungserlaubnis wurde bis zum 30. November 2016 ausgestellt.
Das Unternehmen stellte einen Hauptbetriebsplan auf und ließ sich diesen im September 2015 durch das zuständige Landesamt für Bergbau, Energie und Geologie (LBEG) in Hannover genehmigen. Damit war auch die Entnahme von Bodenproben an der Oberfläche möglich. Die betroffenen Gemeinden und die Öffentlichkeit wurden jedoch beim Genehmigungsverfahren des LBEG nicht beteiligt. Deshalb legten die Gemeinden Sörup, Steinberg, Hasselberg und Ahneby einen Widerspruch der Genehmigung beim LBEG ein.
Central Anglia beantragte eine Verlängerung der Erkundung bis 2019. Durch Recherchen der Bürgerinitiative gegen CO2-Endlager e. V. konnte jedoch nachgewiesen werden, dass die finanzielle Leistungsfähigkeit nicht gegeben war. Die Lizenz wurde daraufhin durch das LBEG entzogen.

## Umweltauswirkungen
Anwohner in Angeln gründeten die Bürgerinitiative „Angeliter bohren nach“. Sie sammelte über 6000 Unterschriften und übergaben sie 2016 Umweltminister Robert Habeck, um auf die möglichen Auswirkungen der Bohrungen auf die Umwelt aufmerksam zu machen. Sie befürchten eine Verunreinigung des Trinkwassers. Mögliche Lecks an Rohölleitungen oder andere Unfälle der Ölförder- und -lagerstätte werden befürchtet.
Die Bürgerinitiativen vermuteten auch, dass Central Angelina mittels des umstrittenen Fracking das Öl aus dem Gestein pressen will. Dies wird von der Firma jedoch bestritten. Aus den Antragsunterlagen wurde jedoch ersichtlich, dass keineswegs nur die Doggersandsteine in rund 1000 Metern Tiefe, sondern auch das Zechsteinkarbonat in rund 3000 Metern Tiefe zur Erkundung und späteren Ölförderung vorgesehen war. Zechsteinkarbonat ist jedoch in der Regel wenig durchlässig, so dass eine Ölförderung in diesem Gestein Fracking wahrscheinlich erforderlich machen würde. Eine ähnliche Formation wurde im Sommer 2014, während des angeblichen Frackingmoratoriums, in Mecklenburg gefrackt.